# Sargon Abraham
Sargon Abraham, född 7 februari 1991, är en svensk fotbollsspelare som spelar för Skövde AIK. Han har även spelat för Sveriges landslag i futsal.

## Karriär
Sommaren 2018 skrev han på ett kontrakt för allsvenska laget IFK Göteborg och anslöt till laget under pågående säsong.
I december 2020 meddelade IFK Göteborg att Abraham återvände till Degerfors IF, där han skrev på ett tvåårskontrakt. Efter säsongen 2021 lämnade Abraham klubben.
I december 2021 värvades Abraham av Örgryte IS, där han skrev på ett treårskontrakt. I januari 2024 återvände Abraham till Skövde AIK, där han skrev på ett tvåårskontrakt.